# Janina Niemirska-Pliszczyńska
Janina Niemirska-Pliszczyńska (ur. 17 lutego 1904 w Łodzi, zm. 2 września 1982 w Lublinie) – polska filolog klasyczna.

## Życiorys
Urodziła się w urzędniczej rodzinie Stanisława Jana Niemirskiego (zm. 1925) i Heleny Izabeli z Filipowiczów. Miała siostrę Władysławę oraz brata Stanisława. Uczęszczała w Warszawie do prywatnego gimnazjum żeńskiego Reginy Gaczeńskiej i Eweliny Kacprowskiej. Maturę zdała w 1921. Absolwentka filologii klasycznej na Wydziale Filozoficznym Uniwersytetu Warszawskiego - doktorat pod kierunkiem Gustawa Przychockiego (1928). Jako nauczycielka języka łacińskiego pracowała najpierw w warszawskim gimnazjum spółdzielczym „Współpraca”, następnie w latach 1926–1928 w gimnazjum żeńskim Reginy Gaczeńskiej i Eweliny Kacprowskiej. W latach 1928–1939 była nauczycielką w lubelskich Państwowym Gimnazjum im. Unii Lubelskiej oraz Gimnazjum im. Stanisława Staszica. 6 czerwca 1929 złożyła egzamin nauczycielski przed Państwową Komisją Egzaminacyjną w Warszawie. W latach 1931–1939 była także kierownikiem Ośrodka Metodyczno-Naukowego Filologii Klasycznej dla Nauczycieli Kuratorium Lubelskiego. W czasie II wojny światowej prowadziła tajne nauczanie w zakresie języka łacińskiego i greckiego. Po wojnie utworzyła Ośrodek Dydaktyczno-Naukowy Filologii Klasycznej przy męskim gimnazjum im. Stanisława Staszica, później przy gimnazjum im. Jana Zamoyskiego (1944–1950). W latach 1950–1952 pracowała w gimnazjum im. M. Buczka w Lublinie. W okresie 1952–1956 prowadziła zajęcia zlecone na Katolickim Uniwersytecie Lubelskim z literatury greckiej i rzymskiej, 1953 kierownik seminarium greckiego, 1956 - docent, 1967 - profesor nadzwyczajny. W latach 1963–1969 i 1972–1974 kierownik Sekcji Filologii Klasycznej KUL. Redaktor pisma: „Paideia. Przegląd dydaktyczno-naukowy z zakresu filologii klasycznej” (1948–1949). Członek honorowy (od 1977) Polskiego Towarzystwa Filologicznego. Autorka ponad 50 prac i wielu przekładów z literatury antycznej.

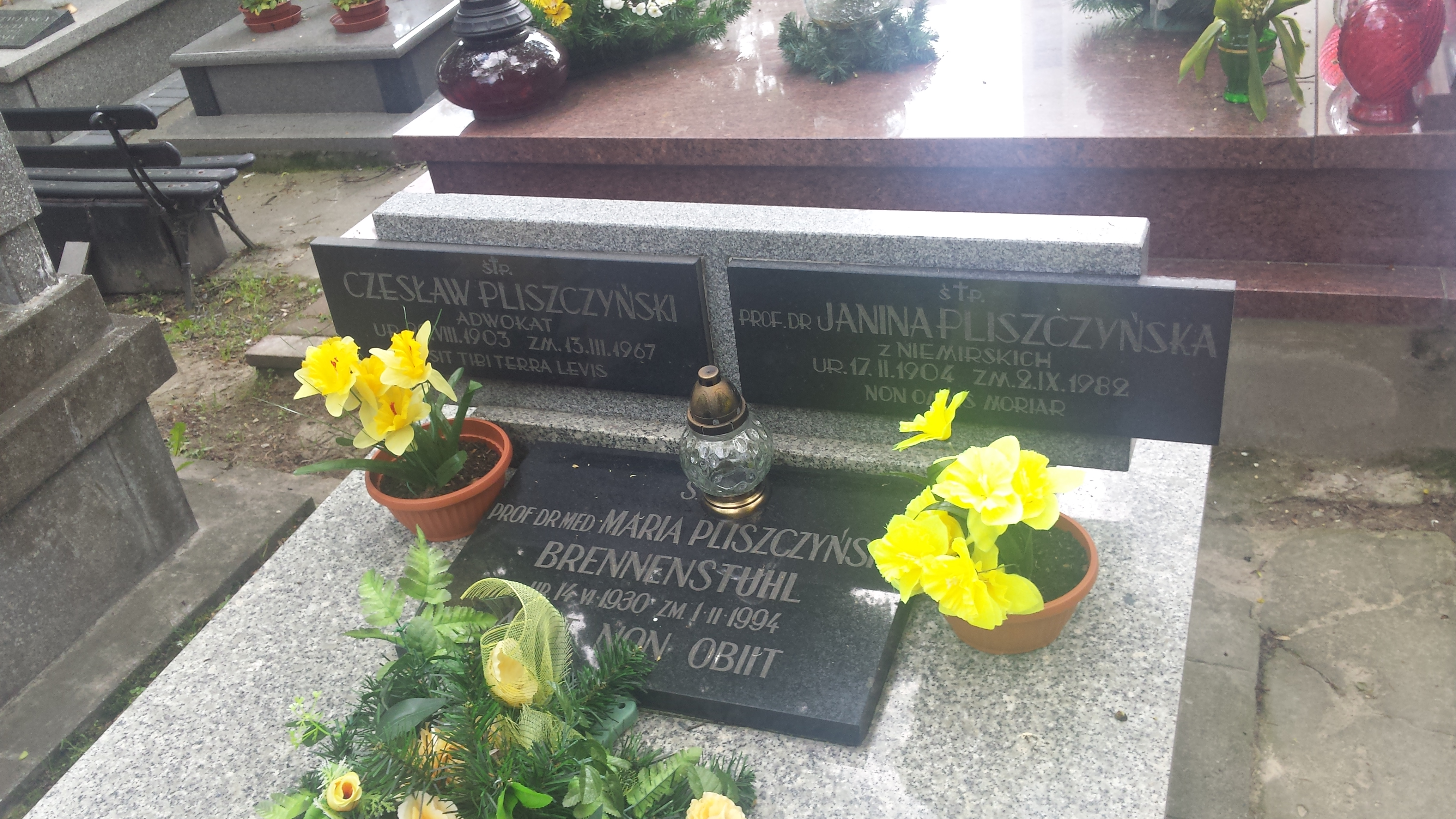
Grób prof. Janiny Niemirskiej-Pliszczyńskiej na cmentarzu przy Lipowej

Pochowana na Cmentarzu przy ulicy Lipowej (kwatera 12c).
Od 19 grudnia 1926 była żoną adwokata Czesława Pliszczyńskiego (1903–1967).

## Ordery i odznaczenia
- Krzyż Kawalerski Orderu Odrodzenia Polski (1973)
- Srebrny Krzyż Zasługi (11 listopada 1934)[3]
- Medal Komisji Edukacji Narodowej

## Wybrane publikacje
- Tacyt, Dialog o mówcach, oprac. i przemyślany przez Ognisko Filologii Klasycznej w Lublinie; ostateczna red. przekł. J. Pliszczyńskiej i K. Plucińskiego, Lublin: Towarzystwo Przyjaciół Nauk 1937.
- Portrety cesarzy rzymskich : na podstawie Tacyta i innych pisarzy starożytnych, Lwów: Państwowe Wyd. Książek Szkoln. 1938 (wyd. 2 - 1946).
- Homo sum. 1, Podręcznik do nauki języka łacińskiego dla 1 kl. gimnazjalnej, Lublin: Instytut Pracy Nauczycielskiej 1945.
- Homo sum et nihil humani a me alienum esse puto. 2, Podręcznik do nauki języka łacińskiego dla 2 kl. gimnazjalnej, Lublin: Instytut Pracy Nauczycielskiej 1945.
- Homo sum et nihil humani a me alienum esse puto. 3, Podręcznik do nauki języka łacińskiego dla kl. 3 gimnazjalnej, Lublin: Instytut Pracy Nauczycielskiej 1946.
- Gajus Swetoniusz Trankwillus, Żywoty cezarów, przeł. Janina Pliszczyńska; wstępem opatrzyła Hanna Szelest, Warszawa: Państwowe Wydawnictwo Naukowe 1954 (wiele kolejnych wydań).
- De elocutione Plinianan in epistularium libris novem conspicua questiones selectae, Lublin: Towarzystwo Naukowe Katolickiego Uniwersytetu Lubelskiego 1955.
- 'Idu ho anthropos wstępny podręcznik języka greckiego oparty na tekstach autorów klasycznych i Nowego Testamentu, Poznań: "Pallotinum", 1960.
- Wokół Dolonei: z badań nad Homerem, Lublin: Towarzystwo Naukowe Katolickiego Uniwersytetu Lubelskiego 1967.
- Na olimpijskiej bieżni i w boju / z Pauzaniasza Wędrówki po Helladzie: księgi V, VI i IV , przeł. z jęz. grec. i oprac. Janina Niemirska-Pliszczyńska, Wrocław: „Ossolineum” 1968 (wyd. 2 -2004).
- W świątyni i w micie: z Pauzaniasza Wędrówki po Helladzie księgi 1, 2, 3 i 7, przekł., wstęp i koment. hist.-liter. Janina Niemirska-Pliszczyńska; koment. archeol. Barbara Filarska, Wrocław: Zakład Narodowy im. Ossolińskich 1973 (wyd. 2 -2005).
- U stóp boga Apollona: z Pauzaniasza Wędrówki po Helladzie księgi VIII, IX, X, przeł. z grec. Janina Niemirska-Pliszczyńska i Henryk Podbielski; oprac. H. Podbielski, Wrocław: Zakład Narodowy imienia Ossolińskich 1989.
- Klemens Aleksandryjski, Kobierce zapisków filozoficznych dotyczących prawdziwej wiedzy , t. 1–2, z grec. przeł., wstępem, komentarzem i indeksami opatrzyła Janina Niemirska-Pliszczyńska, Warszawa: „Pax” - Akademia Teologii Katolickiej 1994.